# Cuora amboinensis
Cuora amboinensis är en sköldpaddsart som beskrevs av François Marie Daudin 1802. Cuora amboinensis ingår i släktet asksköldpaddor och familjen Geoemydidae. IUCN kategoriserar arten globalt som sårbar.

## Underarter
Arten delas in i följande underarter:
- C. a. amboinensis
- C. a. couro
- C. a. kamaroma
- C. a. lineata

## Utbredning
Cuora amboinensis lever i Bangladesh, Kambodia, Indien, Indonesien, Malaysia, Myanmar, Thailand och Vietnam.
Underarten Cuora amboinensis amboinensis återfinns på Moluckerna, Sulawesi och Filippinerna.
Cuora amboinensis cuoro lever på Sumatra, Java och andra närliggande öar i västra Indonesien.
Cuora amboinensis kamaroma har en spridning från delstaten Assam i Indien, Bangladesh och Nikobarerna i nordöst genom sydöstra Asien ner till Malackahalvön, den förekommer också på Borneo och Filippinerna.
Underarten Cuora amboinensis lineata lever i nordöstra och södra Myanmar.

## Habitat
Arten föredrar låglänta vattensamlingar med mjuka bottnar och långsamma strömmar, exempelvis träsk, kärr, dammar, långsamma partier i vattendrag och risfält. Även om Cuora amboinensis är mestadels vattenlevande kan vuxna djur ofta hittas långt från vatten, ungdjuren är dock helt vattenlevande.